# Stenandrium subcordatum
Stenandrium subcordatum är en akantusväxtart som beskrevs av Standley. Stenandrium subcordatum ingår i släktet Stenandrium och familjen akantusväxter. Inga underarter finns listade i Catalogue of Life.